# Charles Peyrou
Charles Peyrou (* 18. Mai 1918 in Oloron-Sainte-Marie; †  6. April 2003) war ein französischer experimenteller Teilchenphysiker am CERN.
Peyrou studierte an der École polytechnique, wo er ein Schüler von Louis Leprince-Ringuet war und Experimente zur Beobachtung Kosmischer Höhenstrahlung unternahm. 1938 baute er dafür mit seiner Gruppe eine Wilson-Kammer. Nach dem Zweiten Weltkrieg nahm er die Beobachtungen mit Nebelkammern auf dem Pic du Midi de Bigorre wieder auf. Das Labor studierte dort Seltsame Teilchen wie die erstmalige Beobachtung des Zerfalls des K-Mesons in Myon und Neutrino. 1946 bis 1954 war er Dozent an der École Polytechnique und 1954 bis 1958 Professor an der Universität Bern, wo er bis 1974 Vorlesungen hielt. Gleichzeitig war er ab 1957 am Aufbau des CERN beteiligt. Dort leitete er die Blasenkammergruppe und ab 1961 die Track Chamber Abteilung (Fortentwicklungen der Blasenkammer). 1966 wurde er Direktor der Abteilung Physik II am CERN, was er bis 1976 blieb. Er war an der Entwicklungen verschiedener Blasenkammer-Detektoren am CERN beteiligt bis zur BEBC, die mit supraleitenden Magneten ausgerüstet war. 
1973 erhielt er den Prix Félix Robin.